# Thin Walls
Thin Walls is het derde studioalbum van de Belgische band Balthazar. Het album werd door de Belgische platenmaatschappij Pias uitgebracht op 27 maart 2015. Het album bereikt naast de Vlaamse albumlijst ook de hitlijst in Frankrijk en Nederland.

## Achtergrond
Op 26 januari 2015 kwam de nieuwe single "Then What" uit, een voorloper van het album. Het is het eerste album waar Balthazar samenwerkt met een producer, Ben Hillier, gekend van zijn werk met Blur en Depeche Mode. Het album werd opnieuw genomineerd met een MIA voor beste album en vestigde, door de award te winnen, een record. Hun drie albums werden opeenvolgend telkens bekroond met een Music Industry Award voor beste album, een hattrick. 
Het live-verhaal is een opeenvolging van intense tours doorheen Europa, Verenigd Koninkrijk, maar ook de Verenigde Staten, waar het album ook werd uitgebracht. Balthazar trad op in legendarische zalen als Vorst Nationaal in Brussel en L'Olympia in Parijs.
Na "Then What" volgden "Bunker" en "Nightclub" nog als singles. Op Record Store Day 2016 werd er een live-EP uitgebracht op vinyl, waar "Wait Any Longer" de single van is. Met "Thin Walls" speelde Balthazar bijna op alle Europese festivals: van Rock en Seine tot Glastonbury, en in de Benelux o.a. op Pinkpop en Rock Werchter.

## Tracklist
1. Decency
2. Then What
3. Nightclub
4. Bunker
5. Wait Any Longer
6. Dirty Love
7. Last Call
8. I Looked For You
9. So Easy
10. True Love